# Alessandro Marcello (Bürgermeister)
Alessandro Marcello (* 14. März 1813 in Venedig; † 23. Mai 1871 in Treviso) war ein italienischer Beamter und von 1857 bis 1859 eingesetzter Bürgermeister (Podestà) des zu dieser Zeit österreichischen Venedig. Ihm folgte Pierluigi Bembo im Amt.

## Leben
Alessandro Marcello kam am 14. März 1813 als Sohn des Girolamo Marcello und der Teresa Albrizzi († 29. Juni 1838) zur Welt.
1848 musste die Stadtregierung im Zuge der europäischen Revolutionen den venezianischen Revolutionären unter Führung von Daniele Manin die Macht in der Stadt überlassen. Alessandro Marcello wurde am 6. April 1848 Präsident des Comitato di sorveglianza delle sussistenze per le truppe ed ospitali militari, war also vor allem für Lebensmittelversorgung und die Militärkrankenhäuser verantwortlich. Erstere Aufgabe führte ihn am 24. Mai in die Commissione annonaria, die versuchte, Brotpreise, -mengen und -qualitäten zu steuern und die Brot- und Getreideversorgung zu sichern. Doch bereits am 14. August wurde er Intendente all'amministrazione militare, leitete also die Militärverwaltung. Ab dem 6. April 1849 gehörte er dem Kriegsrat an.
Die von Manin am 23. März 1848 ausgerufene Repubblica di San Marco widersetzte sich 17 Monate lang, bis zum 23. August 1849, der österreichischen Rückeroberung. Auch nach dem gewaltsamen Wiedereinzug der Österreicher blieb der Podestà Correr im Amt, wenn auch der Belagerungszustand erst am 1. Mai 1854 aufgehoben wurde.
Nach dem Rücktritt Corrers im Jahr 1857 schlug der Consiglio comunale Kaiser Franz Joseph I., wie es üblich war, drei Kandidaten vor. Diese waren Alessandro Marcello, der inzwischen für den Handel zuständig war und 1858 die Adlige Andriana Zen geheiratet hatte, Andrea Valmarana und Sagredo Agostino. Der Kaiser entschied sich am 29. Juli 1857 für Marcello.
Marcello dankte am 17. März 1858 Erzherzog Maximilian, der im Jahr zuvor von ihm in der Stadt nebst Braut empfangen worden war, für die Freigabe der Giardinetti reali, der von Napoleon eingerichteten königlichen Gärten, für die Öffentlichkeit, für den Bahnhof und die Kirche Santa Lucia sowie für die Einrichtung einer Kommission für den Erhalt der historischen Monumente. 
Mit dem Krieg von 1859 zwischen Savoyen und Frankreich gegen Österreich trat Marcello zurück. Obwohl mehrere Kandidaten ausgesucht wurden, wollte niemand den schwierigen Posten antreten. Am 12. September und am 25. Dezember lehnten sämtliche Kandidaten ab. Erst am 7. März 1860 konnte der Kaiser mit Pierluigi Bembo einen neuen Podestà ernennen, der eine Woche später sein Amt antrat.
Am 14. Juni 1859 kam es auf dem Markusplatz zu anti-österreichischen Tumulten, in der Spadaria wurde eine Tricolore gehisst. Daraufhin kam es zu Verhaftungen. Die Polizei verfolgte die Fliehenden bis in den Markusdom. Der 20-jährige Luigi Scolari wurde dabei tödlich verletzt, drei weitere Opfer wurden gezählt. Marcello, obwohl zurückgetreten, versuchte beim Statthalter und der Polizei zu intervenieren. Vor dem Markusplatz wurde ein Ponton stationiert, das mit Kanonen bestückt, den Platz bedrohte. Die Kanonen blieben bis zum 26. Juli, um weitere Tumulte zu verhindern. Die politischen Spannungen in der Stadt blieben jedoch bestehen. Im August fielen die Feierlichkeiten zum kaiserlichen Geburtstag aus, zu Weihnachten blieb das Teatro La Fenice geschlossen, da Aufrufe zirkulierten, den Besuch zu boykottieren.
Marcello hatte zusammen mit seiner Frau Andriana Zen Marcello sieben Kinder. Nach Alessandro Marcellos Tod gründete die Witwe 1870 die Scuola merletti. Aus dieser Schule auf Burano, in der Mädchen die Herstellung von Spitzen lernten, ging später eine Stiftung hervor. Diese Fondazione Andriana Marcello unterhält bis heute ein Museum für Spitzen, das sich auf Burano befindet. Auf Anraten des Unternehmers Vittorio Cini (1966) gründete ein Nachkomme der Gründerin mit starker Verzögerung 1978 diese Stiftung, um dem Museum einen dauerhaften Rahmen zu verleihen, das 1981 eröffnet werden konnte. Seit 1994 zählt es zu den Musei civici, den kommunalen Museen Venedigs.